# The Legend of Zelda: Link's Awakening (remake)
Cet article concerne le remake sorti en 2019. Pour le jeu original sorti en 1993, voir The Legend of Zelda: Link's Awakening.
The Legend of Zelda: Link's Awakening est un jeu d'action-aventure développé par Grezzo et édité par Nintendo, sorti le 20 septembre 2019 sur Nintendo Switch. Il s'agit d'un remake du jeu homonyme sorti en 1993 sur Game Boy. Le jeu conserve sa caméra en vue de dessus et ses mécaniques de jeu, tout en subissant une refonte graphique, inspirée de jouets.

## Trame

### Contexte
The Legend of Zelda: Link's Awakening est un remake du jeu du même nom sorti en 1993 sur Game Boy. Il se déroule ainsi dans le même univers que le jeu original, l'île de Cocolint, qui n'est pas située dans le royaume d'Hyrule. Le joueur y rencontre ainsi des personnages différents des autres jeux.
Le jeu se situe chronologiquement dans la temporalité où Link a été incapable de vaincre Ganon, et se place en suite directe de The Legend of Zelda: A Link to the Past. Les événements qui surviennent dans ce jeu se situent avant ceux racontés dans The Legend of Zelda: Oracle of Seasons et Oracle of Ages.

### Univers
Les événements du jeu se déroulent exclusivement sur l'île Cocolint, une île reculée et loin d'Hyrule, peuplée d'habitants amateurs de musique et ignorant tout du monde extérieur. Il s'agit d'une île verdoyante et luxuriante, cernée par les océans qui l’entourent, caractérisée par l’œuf géant posé sur sa plus haute montagne,. En plus des humains, on retrouve sur cette île des Zora, ainsi qu'un village peuplé d'animaux,.
Dans cet opus, Link doit chercher à réveiller un poisson-rêve enfermé dans l’œuf surplombant l'île à l'aide d'instruments de musique, pour le sortir du cauchemar dans lequel il est plongé. La princesse Zelda est ainsi absente de ce jeu.

### Personnages

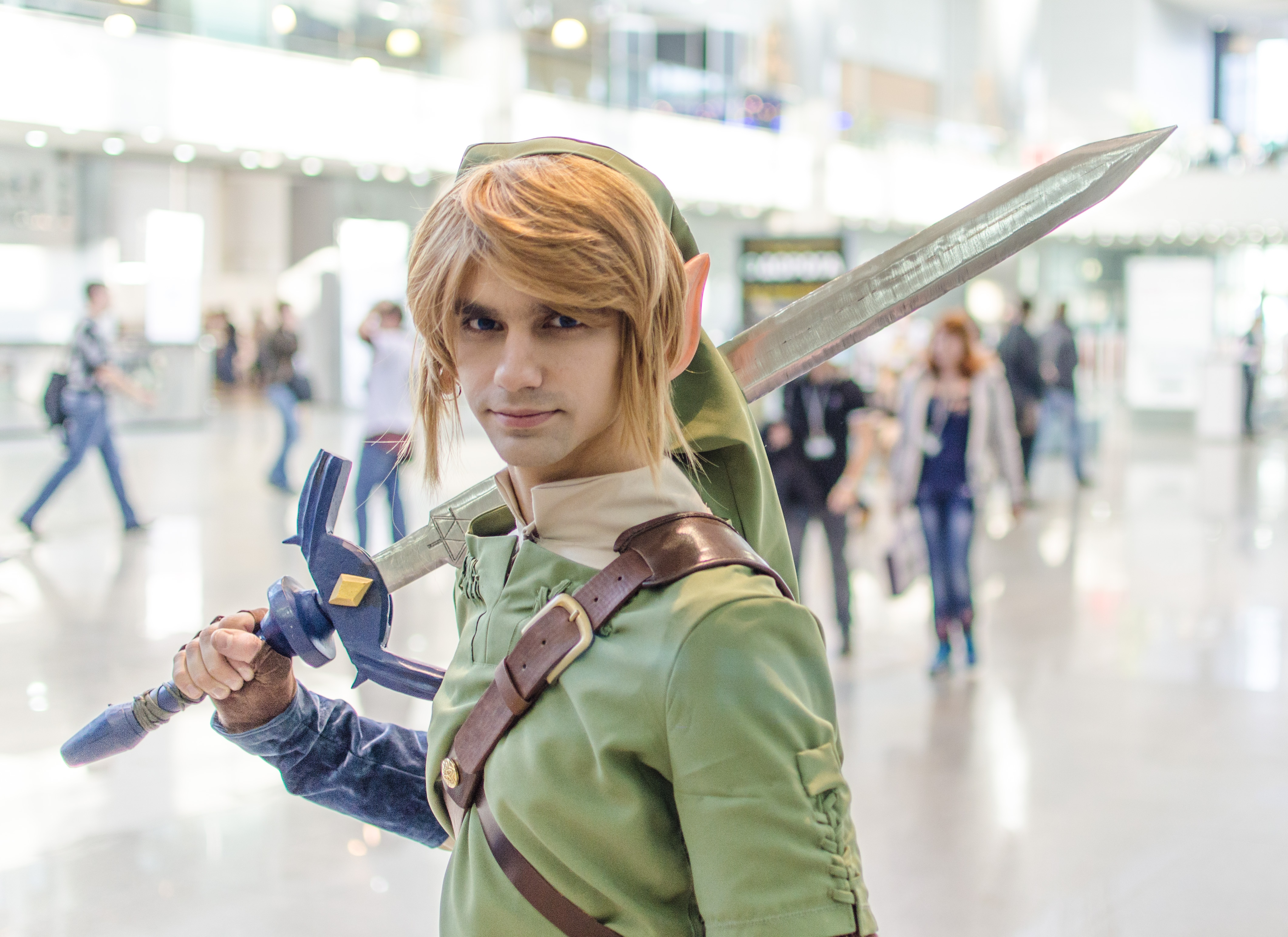
Cosplay de Link, le héros du jeu.

Le joueur incarne Link, qui reprend ses caractéristiques physiques principales des différents opus. Son design inaugure ici un nouveau style graphique, s'inspirant du plastique et de la plasticine, proche du jouet, se démarquant ainsi du style plus cartoon présent dans The Legend of Zelda: The Wind Waker ou The Legend of Zelda: A Link Between Worlds, ou du style réaliste présent dans The Legend of Zelda: Twilight Princess. Il garde néanmoins des caractéristiques communes à ses incarnations précédentes, inspiré d'un elfe et reprenant les traits de Peter Pan, ainsi que la couleur verte de sa tunique,. Étant la suite directe de The Legend of Zelda: A Link to the Past, Link est le même héros que dans ce jeu, un descendant des chevaliers royaux d'Hyrule. À la suite de son triomphe contre Ganon dans l'opus précédent, il décide de prendre la mer pour s'entraîner, avant qu'une tempête ne lui fasse faire naufrage sur l'île Cocolint,.
Parmi les personnages secondaires que le joueur croise dans le jeu, on retrouve Marine, une jeune fille qui vient à son secours après son naufrage, et qui partage une maison sur la plage avec Tarkin, son père. Link est également aidé dans son aventure par un hibou, qui lui donne des conseils dans son aventure,,.

## Système de jeu
Comme la plupart des jeux de la franchise, The Legend of Zelda: Link's Awakening est un jeu d'action-aventure centré sur l'exploration, la résolution d'énigmes et le combat, se déroulant dans un univers médiéval-fantastique et utilisant une vue de dessus,. Le jeu alterne entre phase d'exploration du monde ouvert qu'est l'île de Cocolint et phase d'exploration de donjons, dans lequel le joueur doit combattre des boss et résoudre des énigmes.
Contrairement aux autres opus de la saga principale, Link's Awakening propose au joueur plusieurs phases de défilement horizontal ou de plateformes, issues du jeu original et n'ayant pas fait de retour dans les autres jeux de la saga. Il met également en scène des références à l'univers de Super Mario Bros., comme des Goombas, des ennemis récurrents de cette franchise.
Comme dans de nombreux opus de la franchise, le joueur rencontre des poules dans son aventure, qui lui permettent d'atteindre des endroits inaccessibles mais qui sont également des ennemis du joueur si elles sont attaquées.

## Développement
The Legend of Zelda: Link's Awakening est un remake du jeu du même nom sorti en 1993 sur Game Boy, qui avait d'ailleurs déjà été remastérisé pour la Game Boy Color en 1998 sous le nom de The Legend of Zelda: Link's Awakening DX,. Dans le jeu original, les graphismes sont en deux dimensions et utilisent la technique du flip-screen : la carte est divisée en de nombreux rectangles correspondant chacun à la taille exacte de l'écran. Le jeu affiche un seul écran fixe, dans lequel le joueur peut déplacer le personnage librement. Lorsque le personnage atteint n'importe lequel des côtés de l'écran, un effet de transition fait disparaître l'écran en cours et affiche la partie adjacente de la carte, offrant de nouveaux graphismes, lieux et ennemis. Le remake utilise lui une résolution écran large sur l'écran de la Nintendo Switch, ainsi que des graphismes en trois dimensions.

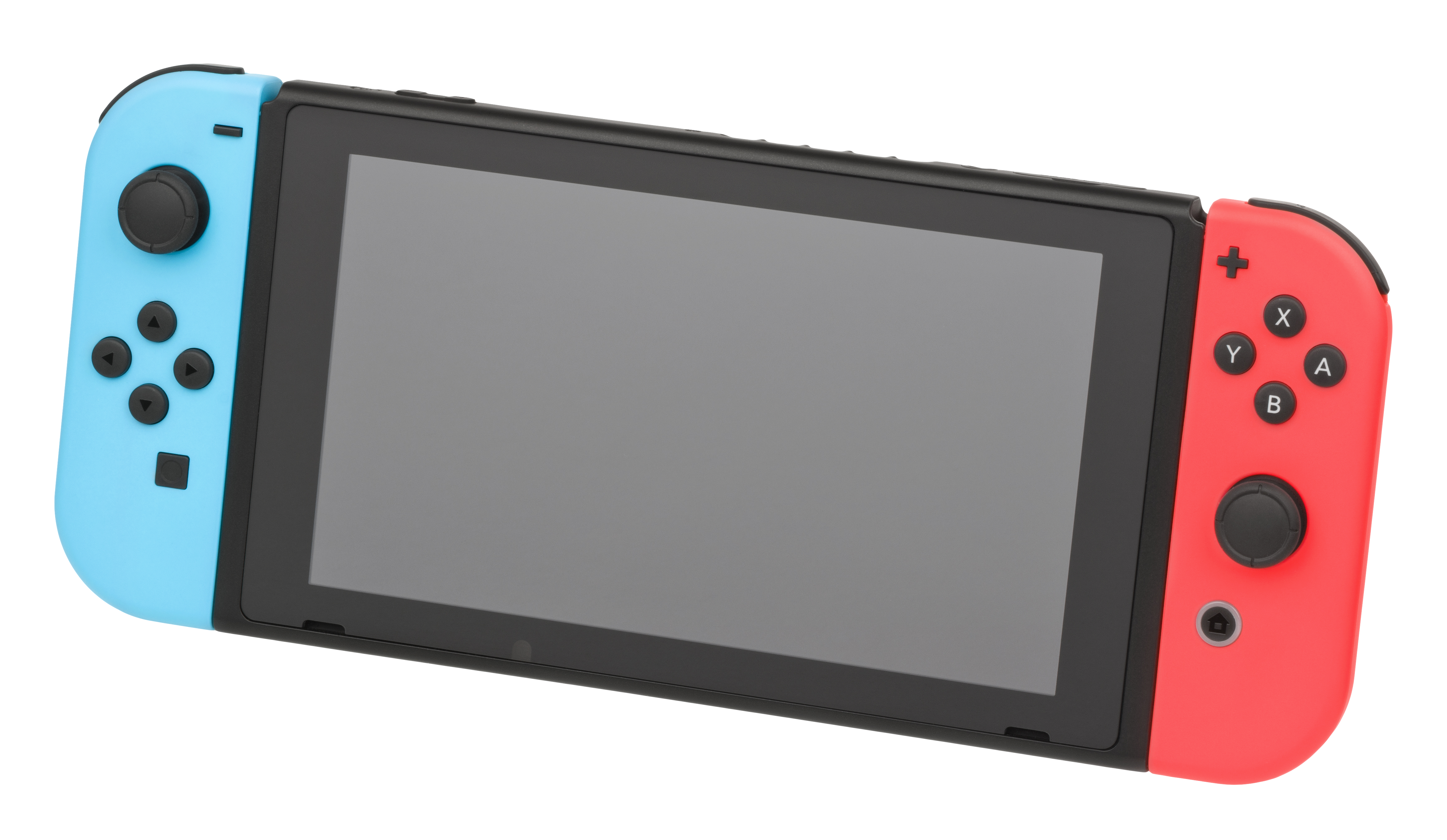
Nintendo Switch, console sur laquelle est développé le remake de Link's Awakening.

C'est le studio japonais Grezzo, déjà responsable du portage sur la Nintendo 3DS des opus Nintendo 64 The Legend of Zelda: Ocarina of Time et The Legend of Zelda: Majora's Mask ou de la réalisation d'un autre opus 3DS, The Legend of Zelda: Tri Force Heroes, qui est chargé de développer ce remake.
Le jeu adopte une nouvelle direction artistique, qualifiée de « rétro-moderne » par le site spécialisé Engadget, qui se distingue des autres styles graphiques de la série. L'utilisation de modèles graphiques semblant avoir été fait avec de la pâte à modeler, rappelant les jouets, se distingue des design utilisés le plus souvent dans les jeux Zelda en vue de dessus, inspirés de The Legend of Zelda: The Wind Waker, The Legend of Zelda: Four Swords Adventures ou The Legend of Zelda: A Link Between Worlds, mais également du style graphique ayant inspiré le jeu original, celui de The Legend of Zelda: A Link to the Past,.

## Commercialisation
The Legend of Zelda: Link's Awakening est annoncé lors d'un Nintendo Direct par l'intermédiaire d'une bande-annonce le 13 février 2019. Un court métrage au style manga représentant le naufrage de Link sur l'île Cocolint est également publié,. Publié par Nintendo, le jeu est annoncé pour sortir dans le courant de l'année 2019 en version physique sous forme de cartouches. Lors de l'E3 2019, une édition limitée comprenant le jeu, un artbook de 120 pages et un emballage métallique à l'effigie de la Game Boy originale est annoncée. Un amiibo représentant Link dans le nouveau style graphique utilisé pour ce jeu est également commercialisé.
Une version de démonstration est testée en preview lors de la Japan Expo 2019 à Paris.

## Accueil

### Critiques
The Legend of Zelda: Link's Awakening reçoit un accueil très positif de la presse spécialisée lors de sa sortie. Il obtient un score de 87 % sur Metacritic sur la base de 121 critiques.

### Ventes
En seulement 10 jours de commercialisation, le jeu s’est vendu à 3,13 millions d’exemplaires, ce qui fait déjà de lui l’un des jeux les plus vendus de la Nintendo Switch.